# Carbon Trends
Carbon Trends ist eine wissenschaftliche Fachzeitschrift, die vierteljährlich im Peer-Review-Verfahren als Open-Access-Zeitschrift bei Elsevier erscheint. Die Zeitschrift aus dem Bereich der Materialwissenschaft erschien erstmals 2020 und ist ein Ableger der Zeitschrift Carbon. Veröffentlicht werden Beiträge zu neuen Entwicklungen mit Bezug zu den verschiedenen Formen von Kohlenstoff, über Verbundwerkstoffe und Materialien, die eng mit Kohlenstoff verwandt sind sowie zur Erforschung der Entstehung, Struktur, Eigenschaften, des Verhaltens und der Anwendungen dieser Materialien. Der Impact Factor lag 2024 bei 3,9. Chefredakteur der Zeitschrift ist Vincent Meunier von der Pennsylvania State University.